# یابوونا (استان اشوی‌داشکسیه)
یابوونا (به لهستانی: Jabłonna) یک منطقهٔ مسکونی در لهستان است که در گمینا بروده (استان اشوی‌داشکسیه) واقع شده‌است. یابوونا ۳۶۳ نفر جمعیت دارد.